# Limenitis praevalida
Limenitis praevalida är en fjärilsart som beskrevs av Hans Fruhstorfer 1915. Limenitis praevalida ingår i släktet Limenitis och familjen praktfjärilar. Inga underarter finns listade i Catalogue of Life.